# 高木正年

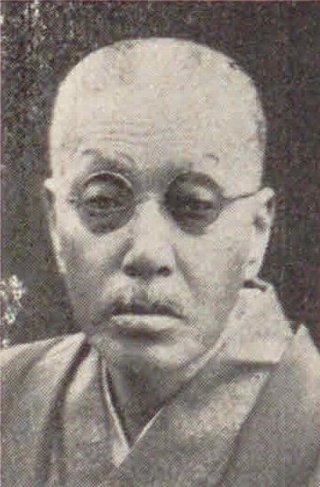
高木正年

高木 正年（たかぎ まさとし / せいねん、1857年1月4日（安政3年12月9日）- 1934年（昭和9年）12月31日）は、日本の政治家。日本初の視覚障害をもつ衆議院議員であった。

## 生涯
安政3年12月、武蔵国荏原郡南品川で質屋を営んでいた細井半兵衛以年の三男として生まれる。幼くして英才の誉れあり、親戚の高木一兵衛以考の養子になる。この養父は幕臣で本草学者であったという。12～16歳時に、隣家に隠棲していた木村芥舟に学ぶ。その後、猿渡容盛、井上頼圀、江木高遠に学ぶ。
1883年（明治16年）の第2期東京府会議員に当選する。1890年、第1回総選挙に立候補して当選し、衆議院議員になる。34歳だった。1892年の第3回総選挙では、第1次松方内閣の選挙大干渉にあい落選した。これは失明前の唯一の落選であった。当選回数は計13回、議員生活39年に及んだ。
1890年（明治23年）12月に出版された 『国会傍聴　議場の奇談』には「説教議員とは時に早々時に遅々口調恰(あたか)も坊さんの説教然たるを以てなり 尾崎氏の動議に賛する高木正年氏」と記されている。
1897年（明治30年）40歳の時に緑内障のために失明した。同僚議員柴四朗の励ましなどにより失明からの立直りは一般の失明者に比べて早かった。失明の身で広い選挙区（第5区＝荏原郡・豊多摩・伊豆七島）をまわり、選挙運動にも励んだ。1903年（明治36年）の第1回全国盲人大会に出席した。
1934年12月に逝去した。78歳だった。日本で、視覚障害をもつ国会議員になった2人目は、1989年の参議院通常選挙で当選した堀利和であった。
『道ひとすじ―昭和を生きた盲人たち―』で、昭和時代に活躍した著名な盲人100人の一人に挙げられている。

## 年譜

妙蓮寺境内の胸像

- 1857年1月4日 武蔵国荏原郡南品川で生まれる。生家は細井家、その後親戚の高木家の養子になる[1]。
- 1883年 第2期東京府会議員に当選[1]
- 1890年 第1回総選挙に立候補し、衆議院議員になる[1]
- 1892年 第3回総選挙で、松方内閣の選挙大干渉にあい落選（失明前の唯一の落選）[1]
- 1897年 緑内障のため失明[1]
- 1898年3月 第5回総選挙で落選[1]
- 1898年8月 第6回総選挙で当選[1]
- 1903年 第1回全国盲人大会（築地本願寺）に出席[1]
- 1908年5月 第10回総選挙で当選、以後毎回当選。
- 1928年（昭和3年）2月 第1回普通選挙（第16回総選挙）で4万7278票を得てトップ当選[1]
- 1930年 第2回普通選挙（第17回総選挙）で2位当選[1]
- 1932年 第3回普通選挙（第18回総選挙）で4位当選[1]
- 1934年12月 逝去、享年78。墓地は東京都品川区南品川 妙蓮寺[7]